# Placówka Straży Celnej „Puńców II”

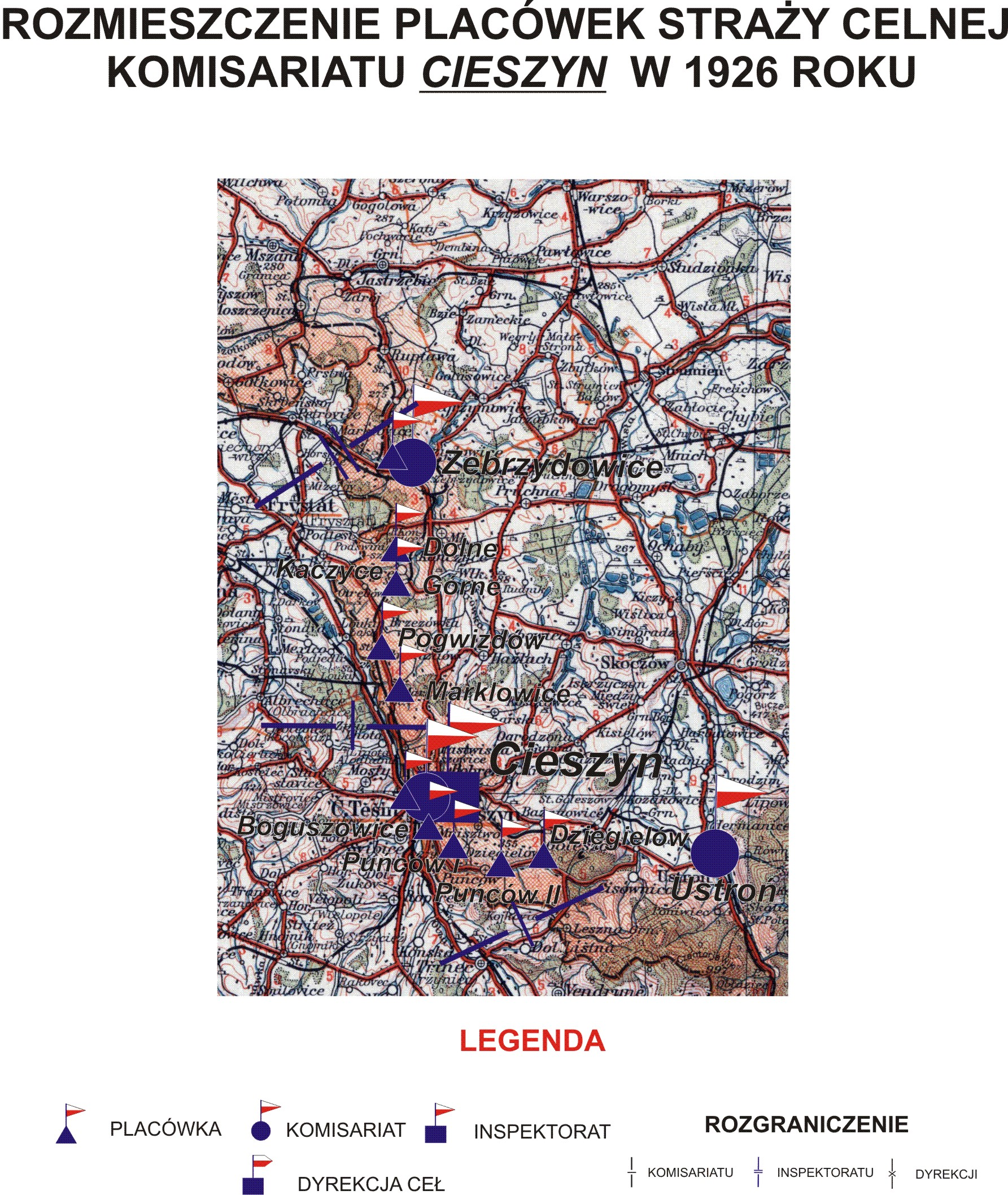
Rozmieszczenie placówek SC Komisariatu Cieszyn w 1926 r.

Placówka Straży Celnej „Puńców II” – jednostka organizacyjna Straży Celnej pełniąca w okresie międzywojennym służbę ochronną na granicy polsko-czechosłowackiej.

## Formowanie i zmiany organizacyjne
Na wniosek Ministerstwa Skarbu, uchwałą z 10 marca 1920 roku, powołano do życia Straż Celną. Od połowy 1921 roku jednostki Straży Celnej rozpoczęły przejmowanie odcinków granicy od pododdziałów Batalionów Celnych. Proces tworzenia Straży Celnej trwał do końca 1922 roku. Placówka Straży Celnej „Puńców II” weszła w podporządkowanie komisariatu Straży Celnej „Cieszyn” z Inspektoratu SC „Cieszyn”.
W drugiej połowie 1927 roku przystąpiono do gruntownej reorganizacji Straży Celnej. W praktyce skutkowało to rozwiązaniem tej formacji granicznej. Ochronę północnej, zachodniej i południowej granicy państwa przejęła powołana z dniem 2 kwietnia 1928 roku Straż Graniczna.
Rozkazem nr 4 z 30 kwietnia 1928 roku w sprawie organizacji Śląskiego Inspektoratu Okręgowego dowódca Straży Granicznej gen. bryg. Stefan Pasławski powołał komisariat Straży Granicznej „Cieszyn”. Placówka Straży Granicznej I linii „Puńców” znalazła się w jego strukturze.

## Funkcjonariusze placówki
Kierownicy placówki
| stopień          | imię i nazwisko, numer | okres pełnienia służby | kolejne stanowisko |
| ---------------- | ---------------------- | ---------------------- | ------------------ |
| starszy strażnik | Antoni Brzyśko (88)    | był w 1926             |                    |

Obsada personalna placówki w 1926:
- starszy strażnik Antoni Brzyśko (88)
- strażnik Roman Bacik (1154)
- strażnik Jan Chodór (146)
- strażnik Władysław Janicki (1170)
- strażnik Piotr Kortylewski (508)
- strażnik Jan Matys (656)
- strażnik Franciszek Szewczyk (966)
- strażnik Jan Winiarz (1090)
- strażnik Andrzej Zielniak (1149)